# 国际鸦片公约
《国际鸦片公约》是第一份国际禁毒条约。

## 历史
于1912年1月23日在海牙签署。美国协同其他13个国家就国际鸦片公约于1909年在上海召开萬國禁煙會，会议就加大谴责国际鸦片贸易取得共识。国际毒品顾问委员会于1925年2月19日在日內瓦签署了修订后的《国际鸦片公约》，签约国包括美国、中国、法国、英国、意大利、日本、荷兰、伊朗、葡萄牙、俄罗斯、暹罗。
美国、中国、荷兰、洪都拉斯和挪威于1915年实施了该公约。在1919年被写入凡尔赛条约以后，该公约在国际上强制实施。
其修订版于1925年2月15日签署，1928年9月25日生效。 该公约引入了一个统计控制系统，由国际联盟的常设中央鸦片委员会监管。在中国和美国的支持下，埃及建议一种经过干燥的印度大麻（哈希什）也被加入到公约之内。另一个子委员会还提出下列文本：
对印度大麻及其制成品只能被许可用于医疗和科学用途。然而，从雌性cannabis sativa L的顶部提取的树脂（charas）和其他的以其为基础的制成品（hashish、chira、esrar、diamba等）目前被用于非医疗的、可能有害的用途，它们应该像其他的毒品一样，在任何情况下都禁止生产、销售和交易。
印度和其他国家反对这样的说法，它们以社会、宗教的习俗和野外大麻种植过于广泛为由，称以上说法很难执行。因此，该规定最终没有进入公约中。一个妥协条款：禁止印度大麻被出口到禁止使用它的国家，而进口国也许出具许可进口的文书，并申明进口货物“是出于医疗或科学目的”，并要求缔约国“对进口的动机进行有效的控制，以阻止非法的国际大麻运输，尤其是以树脂的形式”。但公约也为各国留下足够自由以允许生产、国内交易和用于娱乐用途的大麻使用。
该公约被1961年的麻醉品单一公约所替代。